# Asterolecanobius tsukumiensis
Asterolecanobius tsukumiensis är en stekelart som beskrevs av Tachikawa 1963. Asterolecanobius tsukumiensis ingår i släktet Asterolecanobius och familjen sköldlussteklar. Inga underarter finns listade.